# Élections municipales partielles françaises de 2001
Des élections municipales partielles ont lieu en 2001 en France.

## Élections

### Mennecy(Essonne)
- Maire sortant : Xavier Dugoin (RPR)
- Maire élu : Joël Monier (RPR)

- Contexte : déchéance de mandat du maire sortant Xavier Dugoin à la suite d'une condamnation à deux ans d'inéligibilité, décision confirmée par la Cour de cassation le 18 octobre 2000

| Tête de liste  | Tête de liste        | Liste          | Premier tour | Premier tour | Second tour | Second tour | Sièges  | Sièges |
| Tête de liste  | Tête de liste        | Liste          | Voix         | %            | Voix        | %           | CM      |        |
| -------------- | -------------------- | -------------- | ------------ | ------------ | ----------- | ----------- | ------- | ------ |
|                | Élisabeth Doussain   | PS (UG)        | 988          | 32,25        | 1 122       | 32,87       | 5       |        |
|                | Joël Monier          | RPR            | 862          | 28,13        | 1 547       | 45,33       | 25      |        |
|                | Claude Garro         | RPR            | 792          | 25,85        | 744         | 21,80       | 3       |        |
|                | Jean-Philippe Dugoin | DVD            | 422          | 13,77        | Retrait     | Retrait     | Retrait |        |
|                |                      |                |              |              |             |             |         |        |
| Inscrits       | Inscrits             | Inscrits       | 8 755        | 100,00       | 8 755       | 100,00      |         |        |
| Abstentions    | Abstentions          | Abstentions    | 5 526        | 63,12        | 5 216       | 59,58       |         |        |
| Votants        | Votants              | Votants        | 3 229        | 36,88        | 3 539       | 40,42       |         |        |
| Blancs ou nuls | Blancs ou nuls       | Blancs ou nuls | 165          | 5,11         | 126         | 3,56        |         |        |
| Exprimés       | Exprimés             | Exprimés       | 3 064        | 94,89        | 3 413       | 96,44       |         |        |

### Rivery(Somme)
Une élection partielle est organisée les 17 et 27 mars après l'annulation du scrutin par le tribunal administratif d'Amiens. Les quatorze titulaires élus le 11 mars ont démissionné avant l'élection partielle. Le Conseil d'État statua que du fait de leurs démissions, la requête tendant à l'annulation de l'élection est sans objet.

### Saint-Égrève(Isère)
- Maire sortant : Robert Fiat (DVD)
- Maire réélu : Robert Fiat (DVD)

- Contexte : Annulation du scrutin des 11 et 18 mars 2001 par le Tribunal administratif de Grenoble

| Tête de liste            | Tête de liste   | Liste           | Premier tour | Premier tour | Second tour | Second tour | Sièges  | Sièges |
| Tête de liste            | Tête de liste   | Liste           | Voix         | %            | Voix        | %           | CM      |        |
| ------------------------ | --------------- | --------------- | ------------ | ------------ | ----------- | ----------- | ------- | ------ |
|                          | Robert Fiat *   | DVD (UD)        | 1 816        | 33,91        | 2 725       | 50,17       | 25      |        |
|                          | Frédéric Vergez | MDC - PCF - PRG | 1 470        | 27,45        | 2 707       | 49,83       | 8       |        |
|                          | Pierre Ribeaud  | PS - LV         | 1 086        | 20,28        | 2 707       | 49,83       | 8       |        |
|                          | Éric Grall      | DVD             | 983          | 18,36        | Retrait     | Retrait     | Retrait |        |
|                          |                 |                 |              |              |             |             |         |        |
| Inscrits                 | Inscrits        | Inscrits        | 10 662       | 100,00       | 10 662      | 100,00      |         |        |
| Abstentions              | Abstentions     | Abstentions     | 5 169        | 48,48        | 4 892       | 45,88       |         |        |
| Votants                  | Votants         | Votants         | 5 493        | 51,52        | 5 770       | 54,12       |         |        |
| Blancs ou nuls           | Blancs ou nuls  | Blancs ou nuls  | 138          | 2,51         | 338         | 5,86        |         |        |
| Exprimés                 | Exprimés        | Exprimés        | 5 355        | 97,49        | 5 432       | 94,14       |         |        |
| * Liste du maire sortant |                 |                 |              |              |             |             |         |        |